# بخش اونژسکی
بخش اونژسکی (به لاتین: Onezhsky District) یک منطقهٔ مسکونی در روسیه است که در استان آرخانگلسک واقع شده‌است.